# Agrupación Popular Navarra
Agrupación Popular Navarra (APN) fue un partido político integrado en el Equipo Demócrata Cristiano del Estado Español y vinculado a Izquierda Democrática. Creado el 29 de marzo de 1976, fue presentado oficialmente como partido político en Pamplona el 23 de febrero de 1977.
Para las elecciones generales de 1977 presentó las candidaturas de José Joaquín Sagredo, Manuel Esquisábel Miranda, Martín Ugarriza y Ramón Uguinaga para el Congreso de los Diputados, y de Juan José Araujo Múgica, Teodoro Goyena Almandoz y Juan Francisco Marcén Panizo para el Senado. Tras lograr unos pobres resultados en dichas elecciones (tan solo el 3,92% de los votos válidos en las elecciones al Congreso de los Diputados por la circunscripción electoral de Navarra) el partido se integró a principios de 1978 en la UCD, con el que algunos antiguos miembros de APN llegarían a resultar electos como representantes en el Parlamento de Navarra y diversos ayuntamientos. 